# Àrbitre assistent

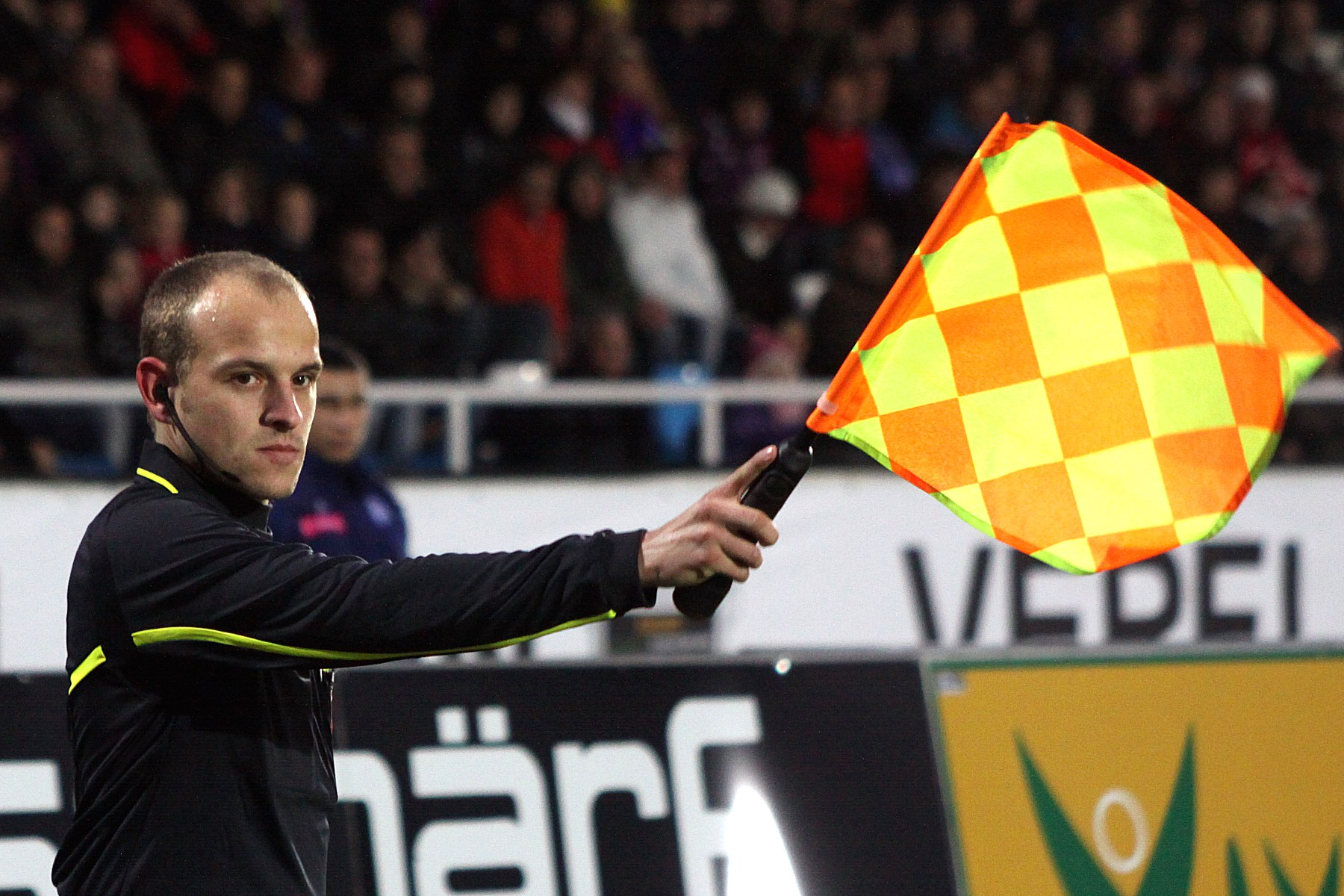
Un jutge de línia assenyalant un fora de joc.

Un àrbitre assistent (popularment anomenats jutges o jutgesses de línia, fins al 1996) és la persona encarregada d'ajudar l'àrbitre principal a prendre decisions particulars per la seva ubicació al camp. Els àrbitres assistents tenen la missió d'indicar les següents situacions (d'acord amb l'aplicació de la regla 6 de les Lleis del Futbol), decisió que podrà ser acceptada o no per l'àrbitre principal:
- La pilota ha traspassat els límits del terreny de joc.
- A quin equip correspon realitzar un servei de córner, de porteria o de banda.
- Posició de fora de joc.
- Substitució de jugadors.
- Infraccions o incidents fora del camp visual de l'àrbitre principal.
- Infraccions o incidents propers a l'assistent.
- Si el porter s'avança en un penal, o la pilota no supera completament la línia de gol.

Els assistents es poden moure al llarg d'una de les meitats de les línies de banda, però poden ingressar al camp si calgués, per exemple per marcar la distància de la barrera en un tir lliure.
Si un assistent es comporta de forma inadequada, pot ser expulsat per l'àrbitre principal. El partit es donaria per suspès si no hi ha un reemplaçament per a l'assistent expulsat.
A més, depenent de la competició, poden haver-hi 1 o 2 assistents extra anomenats quart i cinquè àrbitre. Aquests s'encarreguen de tasques externes al camp de joc, per exemple de realitzar les substitucions i indicar el temps afegit. Actualment i després de la recent modificació de les regles de joc per part de la FIFA per a la temporada 2010/2011, el quart àrbitre també podrà col·laborar amb l'àrbitre a l'hora de dirigir el joc, però aquest últim serà el que s'encarregui de prendre les decisions finals.

## El quart àrbitre
El quart àrbitre sol posicionar-se entre les dues àrees tècniques, i en general té les següents missions:
- Realitzar funcions administratives abans, durant i després del partit.
- Avaluar l'equipament dels jugadors.
- Assegurar que les substitucions es duen a terme d'una manera ordenada;
- Notificar a l'àrbitre principal dels detalls de la substitució, per mitjà d'un marcador manual o d'una pantalles electrònica.
- Notificar als equips i als espectadors, per mitjà d'un marcador manual o d'una pantalles electrònica, de la quantitat de temps complementari al final dels 90 minuts de joc, després d'haver estat advertit aquest per l'àrbitre principal.
- Actuar de mitjancer entre la resta d'àrbitres i qualsevol dels no participants (com ara delegats de camp, personal de seguretat, equips de radiodifusió o reculla pilotes);
- Mantenir l'ordre en les àrees tècniques dels equips i intercedir en situacions en les quals entrenadors, jugadors suplents o altres no participants de les banquetes es comporten de manera antiesportiva.

## El cinquè àrbitre
El cinquè àrbitre és la persona destinada a substituir qualsevol dels àrbitres assistents en l'improbable cas d'una lesió o incident que impedeixi l'assistent de continuar el joc. Si un àrbitre assistent (qualsevol dels jutges de línia) no pot continuar arbitrant, el cinquè àrbitre és qui l'ha de substituir, mentre que si és l'àrbitre principal qui no pot seguir arbitrant per qualsevol motiu, és el quart àrbitre qui l'ha de substituir.

## Els àrbitres assistents addicionals

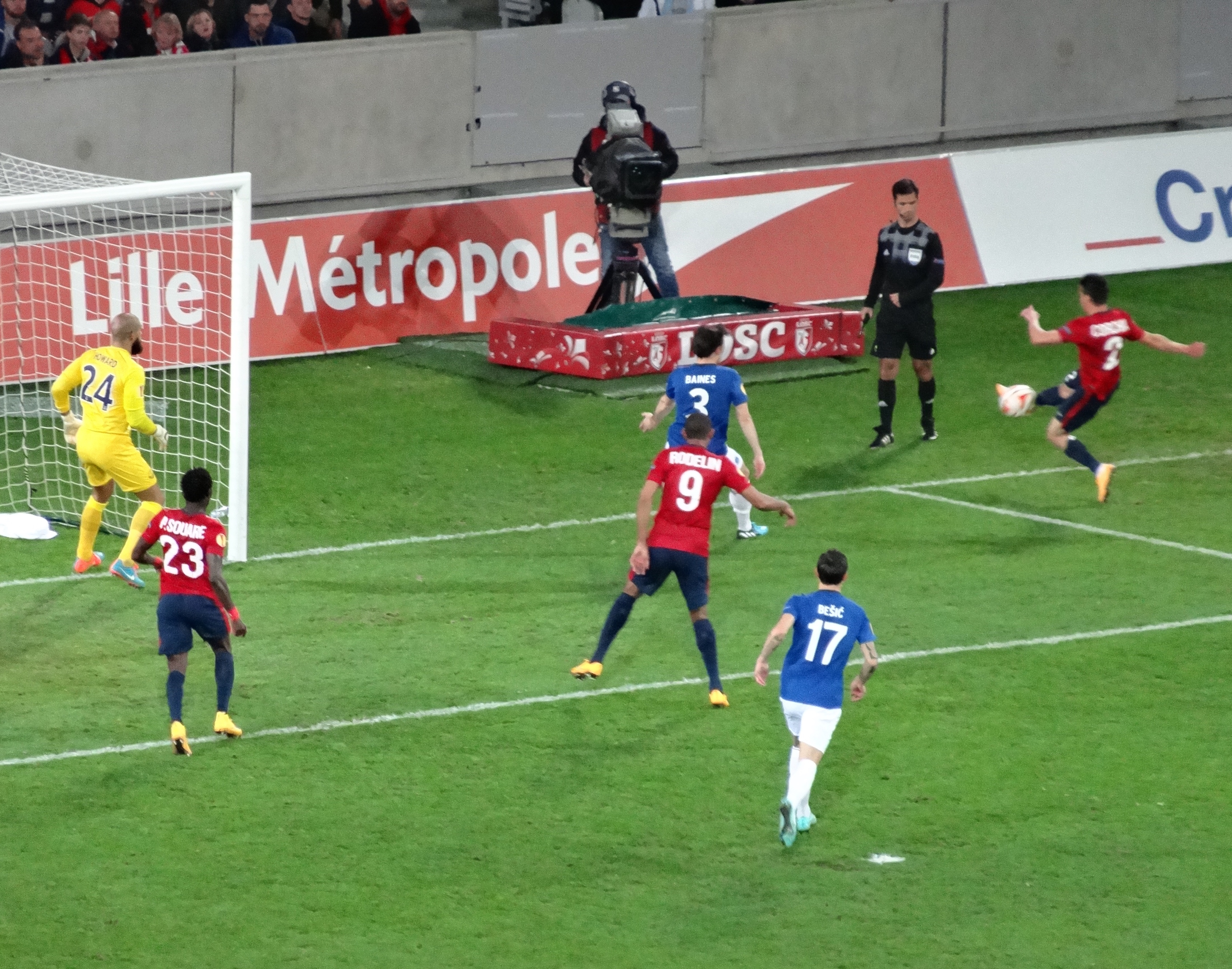
Un àrbitre assistent addicional prop de l'àrea del porter.

Un àrbitre assistent addicional és l'àrbitre que se situa darrere d'una de les línies de fons prop de la porteria per ajudar a l'àrbitre principal en l'observació de qualsevol incident que pugui ocórrer a prop de l'àrea del porter, com per exemple en el cas dels gols fantasma, decidir si la pilota ha entrat completament dins la porteria i concedir gol o no.

## L'àrbitre assistent de vídeo (VAR)
L'àrbitre assistent de vídeo o VAR (de l'anglès Video Assistant Referee) és l'àrbitre que revisa les decisions preses per l'àrbitre principal mitjançant imatges de repetició instantània per televisió i un auricular per a la comunicació amb l'àrbitre principal.
A diferència d'altres esports, en futbol, l'anomenat TV instant replay encara no és permès en la presa de decisions dels àrbitres en partits oficials, decisió que ha estat i està sent tema de considerables debats. Per exemple, durant el polèmic Campionat del Món de Clubs de futbol 2016, el primer assaig del VAR en una competició internacional de clubs, l'entrenador del Reial Madrid Zinédine Zidane va dir que el sistema creava confusió, i el migcampista Luka Modrić va afirmar que no li agradava el sistema.